# 日野資枝
日野 資枝（ひの すけき）は、江戸時代中期から後期にかけての公家・歌人。藤原北家日野家庶流烏丸家、内大臣・烏丸光栄の末子。日野家36代当主。

## 経歴
日野資時の養子となり跡を継ぐ。後桜町天皇に子・資矩と共に和歌をもって仕えた。
優れた歌人であり、同族の藤原貞幹や番頭・土肥経平や塙保己一らに和歌を伝授した。『和歌秘説』を著している。また、画才にも優れており、第一の文化人として著名である。『日野資枝百首』なる日野資枝の詠んだ和歌100選の本がある。本居宣長に金銭援助もしたことがある。
なお、徳富蘇峰の『近世日本国民史』（宝暦明和篇）では、宝暦事件において、桃園天皇の近習でありながら、天皇や竹内式部らの動向を摂関家に密告した人物として挙げられている。

## 系譜
- 父：烏丸光栄
- 母：不詳
- 養父：日野資時
- 妻：広橋勝胤の娘
  - 男子：日野資矩（1756 - 1830） - 日野家37代
- 生母不明の子女
  - 男子：北小路祥光 - 北小路家4代北小路光教の養子
  - 女子：錦小路頼尚室